# Phymaspermum appressum
Phymaspermum appressum là một loài thực vật có hoa trong họ Cúc. Loài này được Bolus miêu tả khoa học đầu tiên.